# Bandera de Ottawa

La bandera actual, en uso desde 2000.

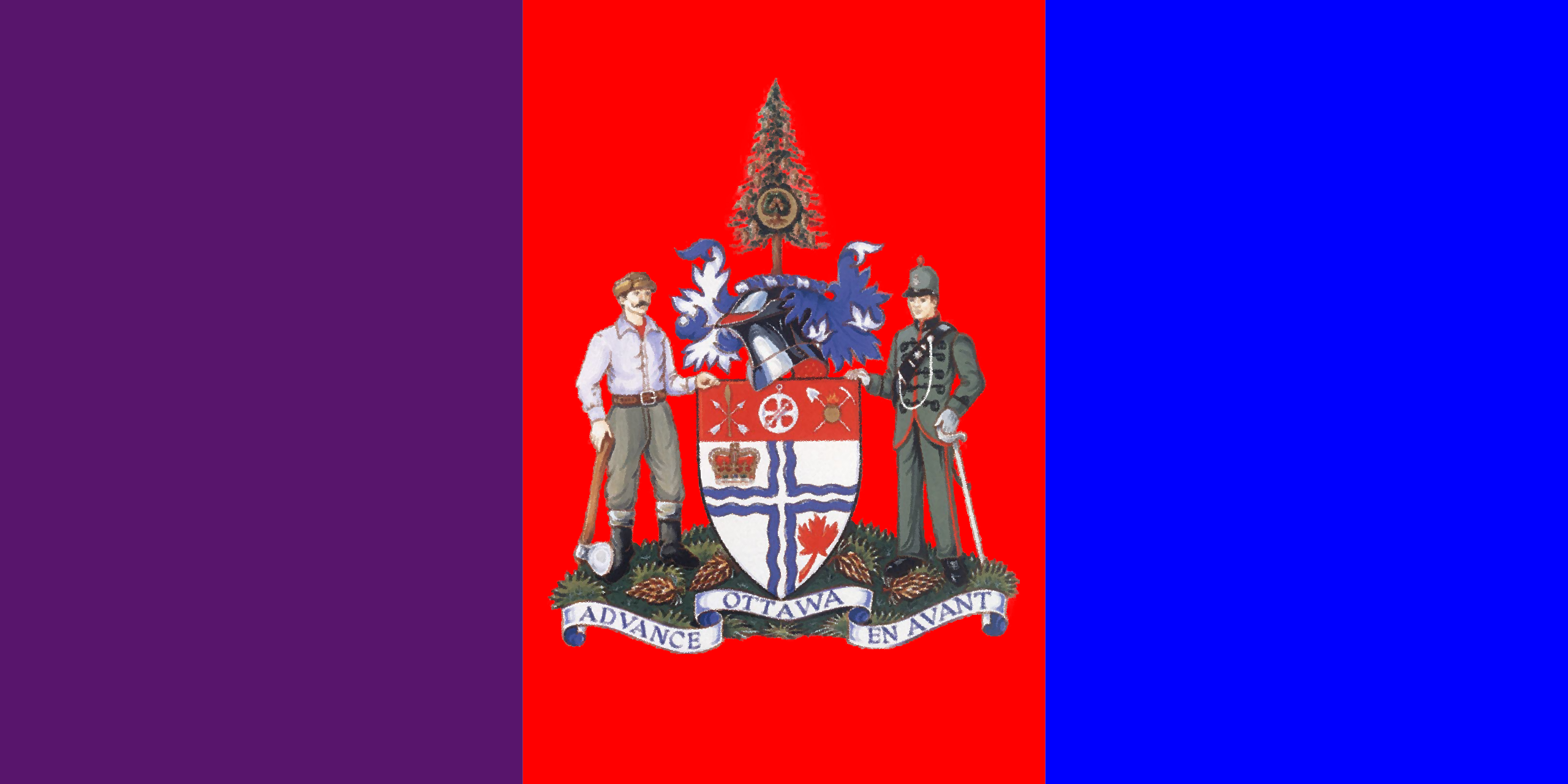
Bandera usada entre 1902 y 1987 y base de la bandera usada entre 1987 y 2000

La bandera de Ottawa porta en su centro una "O" estilizada, cuya intención es la de representar a la vez a una hoja de arce (símbolo de Canadá) y la Peace Tower y al edificio central del Parlamento de Canadá (símbolos de Ottawa). La intención era tener una bandera que a la vez fuese simple y festiva.
La bandera lleva los colores azul y verde, elegidos para representar a la nueva ciudad de Ottawa. El azul representa los ríos y otros cursos de agua de la región de Ottawa. El verde representa los numerosos espacios verdes, así como la calidad de vida de la región. La bandera fue adoptada el 1 de enero de 2000 a raíz de la creación de la nueva ciudad de Ottawa mediante la fusión de la antigua ciudad de Ottawa con los suburbios circundantes.
La antigua bandera de Ottawa era una tricolor púrpura, roja y azul. Esta bandera se adoptó en 1901 y era la bandera municipal más antigua de Canadá cuando se sustituyó. Se utilizaron esos colores para representar a la monarquía (púrpura), al Partido Liberal (rojo) y al Partido Conservador (azul). No obstante, no fue muy popular debido a su apariencia. Además, violaba las normas heráldicas al colocar los colores uno junto al otro. En 1987, se añadió el escudo de la ciudad en el centro de la bandera para intentar mejorarla. No hubo mucha polémica cuando el consejo de transición decidió adoptar una nueva bandera para Ottawa.